# Ernesto Pastor
Pour les articles homonymes, voir Pastor.
Ernesto Pastor Lavergne, né à Porto Rico le 4 avril 1892, mort à Madrid (Espagne) le 12 juin 1921, était un matador portoricain.

## Présentation
Il se rend au Mexique alors qu’il est très jeune et découvre là sa vocation pour l’art taurin. Il débute en public le 16 janvier 1911 à Guadalajara (Mexique, État de Jalisco). Il se rend en Espagne et se présente comme novillero à Madrid le 1er septembre 1918 aux côtés de García Reyes, « Carnicerito » et Salvador Freg, face à des novillos de la ganadería de Terrones.
Il prend l’alternative à Oviedo (Espagne, principauté des Asturies) le 17 septembre 1919, avec comme parrain « Joselito » et comme témoin Domingo Dominguín, face à des taureaux de la ganadería de don Vicente Martínez.
Il était considéré par ses contemporains comme élégant, tant au capote qu’à la muleta et estoquait avec habileté.
Le 5 juin 1921, dans les arènes de Madrid, il est gravement blessé par le taureau « Bellotero » de la ganadería de Villagodio. Il meurt à Madrid le 12 du même mois.